# MAパブリッシング
株式会社MAパブリッシングは、映画や舞台のプロデュース、グラフィックデザインの企画制作などを行う、日本の芸能事務所である。

## 主催・企画制作・宣伝美術
- 「坂元裕二朗読劇二〇一四」（脚本・演出：坂元裕二／出演：高橋一生、酒井若菜、風間俊介、谷村美月、満島真之介、倉科カナ）
- 「蝋燭朗読中目黒」

　（脚本・演出：坂元裕二／出演：風間俊介、臼田あさ美、三浦誠己、中村優子、タモト清嵐、岸井ゆきの、川口覚、ハマカワフミエ）
- 朗読劇「不帰の初恋、海老名SA」（脚本・演出：坂元裕二／出演：高橋一生、酒井若菜、柿澤勇人、木村文乃、本郷奏多、岡本玲）
- 舞台「恋と革命」　（脚本：坂元裕二／演出：松浦徹／出演：桐谷健太、中村ゆり、滝佳保子他）

## 舞台制作・宣伝美術
- 『カレーライフ』(日本テレビ）
- 『カワイクなくちゃいけないリユウ』『シアワセでなくちゃいけないリユウ』（日本テレビ）
- 『きらめく星座』こまつ座　※制作のみ
- 『真田十勇士』（日本テレビ）　※制作のみ
- リーディングドラマ『辻仁成　その後のふたり』(日本テレビ）　※制作のみ
- 『3150万秒と、少し』(テレビ朝日、銀河劇場ほか)
- 『しみじみ日本・乃木大将』（こまつ座、ホリプロ）
- 『少しはみ出て殴られた』(ホリプロ)
- 『愛と青春の宝塚』（フジテレビジョン／東宝ほか）
- 『花柳流 四世宗家家元 花柳壽輔傘寿の会』
- 『キネマの天地』（こまつ座）　※制作のみ
- 『ザ・ミュージックマン』（フジテレビジョン）　※制作のみ
- 『恋人は透明人間』（ジョリー・ロジャー）

## 映像制作
- 日本航空企業広告ショートムービー『今ラインをこえて』（監督：上村奈帆/出演：美山加恋他）
- 日本航空企業広告ショートムービー『夢の翼』（監督：鈴木太一/出演：丘みつ子、大塚千弘、中上雅巳他）
- 日本航空企業広告ショートムービー『想いの詰まった暗証番号』（監督：鈴木太一/出演：谷村美月、大塚千弘他）
- 日本航空企業広告ショートムービー『クリスマス』（監督：鈴木太一/出演：古川雄輝、足立梨花、古庄未來他）
- 日本航空企業広告ショートムービー『母からの贈り物』（監督：鈴木太一/出演：岡田浩暉、大塚千弘、土居裕子、古庄未來、和田清香、木佐彩子）

## 宣伝美術
- 『海峡の光』（日本テレビ）
- 『笹本玲奈　15th　Anniversary show Magnifique』（銀河劇場）
- 『ザ・ビューティフル・ゲーム』（オフィス・ミヤモト）
- 『渇いた太陽』（日本テレビ）
- 『スクルージ』（ホリプロ）
- 『華麗なるミュージカルコンサート』
- 『宝塚BOYS』(東宝芸能）
- 『ブロードウェイ･ミュージカルライブ』
- 『ラストダンス』(東宝、コマスタジアム、東宝芸能)
- 『プロミセス・プロミセス』
- 『1Hセンス・コネクションライブ』
- 『ビクター・ビクトリア』
- 『ブロードウェイ・ミュージカルライブ２０１１』
- 『サイド・ショウ』
- 瀬奈じゅんコンサート『ALive』（東宝芸能）
- コンサート『Ｔ４コンサート』（フジテレビジョン）
- 『シアターコレクション』（ＮＨK）
- 『ヴェローナの二紳士』（フジテレビジョン）
- 『失踪者』（まつもと市民芸術館）

## 装丁
- 「ＨＡＣＨＩ」白石まみ　（講談社）
- 「ザリガニとひまわり」ＬｉＬｉＣｏ　（講談社）
- 「ＳＯＫＫＩ！」秦建日子　（講談社文庫）
- 「チェケラッチョ！！」　秦建日子　（講談社）
- 創成社

## ジャケットデザイン
- ＣＤ「Fighting Girl」茉奈佳奈　（ユニバーサルミュージック）
- ＣＤ「恋よりも生命よりも」Ｔ４　ドリーミュージック

## 関連会社
- 株式会社エム・エーフィールド